# Ugress
Ugress (с норв. — «сорняк») — электронный проект из Бергена, Норвегия, являющийся основным для музыканта Гисле Мартенса Мейера (GMM). Помимо Мейера, на правах постоянного участника живых выступлений в Ugress до октября 2009 года входил ударник The Igor (Hans Igor Schnellkayak). Для записи своих композиций Ugress активно использует приглашённых музыкантов и вокалистов.

## История
История Ugress началась в 2000 году с живых выступлений и выпуска ограниченным тиражом 12" сингла «E-pipe», записанного на собственные средства. В 2002 году сингл «Loungemeister» стал хитом на радио, чему также немало поспособствовал снятый на него анимационный клип. Дебютный альбом «Resound» был выпущен осенью того же года, быстро достигнув второго места VG-lista и золотого статуса. С этого момента Ugress стал чрезвычайно востребован у теле- и кинопродюсеров, в частности, Мейер написал музыку к документальной серии об экстремальных видах спорта Perfect Moment — Nuit De La Glisse. Вслед за «Resound» в 2004 последовал альбом «Cinematronics», в который вошли такие хиты, как «Manhattan Sapphire» и «Makina Fifth». Клипы на эти композиции стали очень популярны, а сам альбом добрался до третьей строчки VG-lista.
В 2006 году Gisle Martens Meyer создал свой собственный лейбл Uncanny Planet Records, и выкупил все права на музыку. В 2006 году также увидел свет «Film Music — Selected Cues», сборник саундтреков к фильмам, написанных Ugress за прошедшие годы.
Третий альбом, «Unicorn» был выпущен 28 января 2008 года, а через полтора года, 15 июня 2009 года, увидел свет четвёртый студийный альбом, названный «Reminiscience». «Collectronics», ставший сборником не вошедшего в предыдущие релизы материала, вышел в июле 2010 года.
Характерной особенностью Ugress является предоставление бесплатных mp3-версий многих своих песен через официальный сайт и веб-страницы связанных проектов, таких как Nebular Spool.

## Дискография

### Альбомы
| 2002 | Resound                            | - Дата выпуска: 9 сентября 2002 - Лейбл: Tuba Records/Port Azur - Форматы: CD, винил, цифровая дистрибуция                                    | 2  |
| 2003 | La Passion De Jeanne D’Arc         | - Дата выпуска: 1 марта 2003 - Лейбл: Ulyd - Форматы: CD, цифровая дистрибуция Саундтрек к фильму «La Passion de Jeanne d’Arc»                | -  |
| 2004 | Cinematronics                      | - Дата выпуска: 23 августа 2004 - Лейбл: Tuba Records/Port Azur - Форматы: CD, LP, компакт-кассета, цифровая дистрибуция                      | 3  |
| 2005 | Cowboy Desperado                   | - Дата выпуска: 14 января 2005 - Лейбл: Tuba Records/Port Azur - Форматы: CD                                                                  | -  |
| 2006 | Film Music Selected Cues 2002—2006 | - Дата выпуска: 6 июня 2006 - Лейбл: Uncanny Planet Records - Форматы: CD, цифровая дистрибуция                                               | -  |
| 2008 | The B Vault                        | - Дата выпуска: 27 января 2008 - Лейбл: Uncanny Planet Records - Форматы: цифровая дистрибуция                                                | -  |
| 2008 | Unicorn                            | - Дата выпуска: 28 января 2008 - Лейбл: Uncanny Planet Records - Форматы: CD, цифровая дистрибуция                                            | 33 |
| 2009 | Reminiscience                      | - Дата выпуска: 15 июня 2009 - Лейбл: Uncanny Planet Records - Форматы: CD, цифровая дистрибуция                                              | -  |
| 2011 | Pushwagner                         | - Дата выпуска: 2 сентября 2011 - Лейбл: Uncanny Planet Records - Форматы: CD, цифровая дистрибуция Саундтрек к фильму «Filmen om Pushwagner» | -  |

### Мини-альбомы (EP)
| Название                                             | Детали                                                                                     | Трек-лист |
| ---------------------------------------------------- | ------------------------------------------------------------------------------------------ | --- |
| E-Pipe                                               | - Выпущен: 29 ноября 2000 - Лейбл: Ulyd - Формат: винил, цифровая дистрибуция              | 1. E-Pipe (Radio Edit) [3:25] 2. Tom Baxter [5:38] 3. E-Pipe (Oh Yeah Right Version) [6:14] 4. Jeffrey (E-Rik Remix) [4:30]                                                                           |
| Ugress Promo                                         | - Выпущен: 2001 - Лейбл: - Формат:                                                         | |
| Loungemeister                                        | - Выпущен: 2002 - Лейбл: Tuba Records/Port Azur - Формат: цифровая дистрибуция             | 1. Loungemeister [5:07] 2. Complex Instincts [4:55] 3. Supermodel (Live version) [5:07] 4. Poetry Of Death [5:32] 5. Decepticons [5:23]                                                               |
| Sophisticated Wickedness                             | - Выпущен: 15 января 2006 - Лейбл: Uncanny Planet Records - Формат: цифровая дистрибуция   | 1. Questionable Lifestyle Montage [3:41] 2. Armada Of Evil Intentions [2:29] 3. Mambo Fatale Rendezvous [1:40] 4. Business Below [1:40] 5. The Streetwalker [3:41]                                    |
| Retroconnaissance                                    | - Выпущен: 1 мая 2006 - Лейбл: Uncanny Planet Records - Формат: цифровая дистрибуция       | 1. Zombie Eagles [3:57] 2. NBPD Theme [3:16] 3. Terapolis Nightclub Fantasy [3:06] 4. Sekat Alegna [3:01]                                                                                             |
| Kosmonaut                                            | - Выпущен: 16 октября 2006 - Лейбл: Uncanny Planet Records - Формат: цифровая дистрибуция  | 1. Kosmonaut [3:06] 2. Klavier Aparat [3:05] 3. Diurnal Entropy [3:42] 4. Isolation [5:20] |
| Chromosome Corrupt                                   | - Выпущен: 20 сентября 2007 - Лейбл: Uncanny Planet Records - Формат: цифровая дистрибуция | 1. Rain [4:04] 2. Tentacle Lullaby [4:57] 3. Trenchant Preliator [2:18] 4. Sepia Rainbows [4:27] |
| Schizophonica                                        | - Выпущен: 20 марта 2009 - Лейбл: Uncanny Planet Records - Формат: цифровая дистрибуция    | 1. VHS [5:33] 2. Music For A Recursive Function [3:11] 3. Skagerrak [3:28] 4. Einhorn 22 [3:20] 5. Explorer’s Demise [3:32]                                                                           |
| Planet U: Episode One. Planetfall                    | - Выпущен: 1 января 2011 - Лейбл: Uncanny Planet Records - Формат: цифровая дистрибуция    | 1. Planetfall [03:14] 2. Hermit Routines [02:45] 3. Kraken Bossa Nova [02:28] 4. Teachers Passing [03:00] 5. Spice Pirate Queen [02:58]                                                               |
| Planet U: Episode Two. The Lost Ruins                | - Выпущен: 28 марта 2011 - Лейбл: Uncanny Planet Records - Формат: цифровая дистрибуция    | 1. Hovercraft Expedition [04:27] 2. Witch Parade Assassin [02:31] 3. Monument Dilution [04:14] 4. Circus Cnidaria [02:18] 5. Fernweh [02:17] 6. Voyage En Noir [03:01]                                |
| Planet U: Episode Three. Wulfhoken Spaceport Affairs | - Выпущен: 29 августа 2011 - Лейбл: Uncanny Planet Records - Формат: цифровая дистрибуция  | 1. Robot Revenge [03:20] 2. Flutter [03:53] 3. Avenue Des Silhouettes [03:24] 4. Snowball Windmill Particles [02:58] 5. An Evening With The Enemy [04:00] 6. Palette With Opposite Intentions [02:44] |
| Planet U: Episode Four. Luftslott                    | - Выпущен: 14 декабря 2011 - Лейбл: Uncanny Planet Records - Формат: цифровая дистрибуция  | 1. Hollow Wings [02:45] 2. Luftslott [03:09] 3. Remote Control Labyrinth [06:45] 4. The Doctor [02:49] 5. Tortoise Locomotive [04:02] 6. Undead Funeral March [02:26]                                 |
| Planet U: Episode Five. Time Machine                 | - Выпущен: 12 сентября 2012 - Лейбл: Uncanny Planet Records - Формат: цифровая дистрибуция | 1. Time Machine [03:20] 2. Chase Aux [02:32] 3. The Scientist [02:51] 4. Fountain Of Gloom [04:08] |

### Смежные проекты
- Shadow Of The Beat
- Spokelseskladden
- Nebular Spool
- PixxelTyger
- Ninja9000